# Evelyn Keyes
Evelyn Keyes, född 20 november 1916 i Port Arthur, Texas, död 4 juli 2008 i Montecito, Kalifornien, var en amerikansk skådespelare, mest känd för rollen som Scarlett O'Haras syster Suellen i Borta med vinden.
Hon var gift med John Huston 1947–1950 och med Artie Shaw 1957–1985.

## Filmografi i urval
- 1939 – Borta med vinden
- 1939 – Union Pacific
- 1940 – Fy på sej pappa!
- 1941 – Min ande på villovägar
- 1941 – Skuggornas hus
- 1942 – Fasornas skepp
- 1943 – Desperados
- 1945 – Aladdins Äventyr
- 1946 – Al Jolson
- 1947 – Johnny O'Clock
- 1954 – Gangsternästet
- 1955 – Flickan ovanpå
- 1956 – Jorden runt på 80 dagar